# Sospetto e sentimento
Sospetto e sentimento. O: Lo specchio misterioso è il secondo romanzo della scrittrice statunitense Carrie Bebris. Pubblicato per la prima volta nel 2005, in Italia è stato pubblicato nel gennaio 2008. Il libro è stato finalista per il Daphne du Maurier Award del 2006.

## Personaggi
Tornano come protagonisti Mr e Mrs Darcy, che stavolta incontrano nella loro nuova avventura altri personaggi della produzione letteraria di Jane Austen, ovvero alcuni dei protagonisti di Ragione e sentimento.

## Trama
Anche se sono sposati da poco, i coniugi Darcy sono costretti a lasciare la tranquilla vita che svolgono a Pemberley per trasferirsi a Londra. Infatti Mrs Bennet ha pregato Elizabeth di accompagnare Kitty in città, affinché possa trovare marito. Qui la giovane incontra Harry Dashwood, giovanotto di buona reputazione e abbastanza facoltoso. Il rapporto fra i due giovani diventa man mano sempre più profondo, anche se viene ripetutamente osteggiato dalla madre di Harry, Fanny Dashwood. Finalmente si giunge all'annuncio del fidanzamento ed iniziano i preparativi per il matrimonio. Contemporaneamente inizia a diventare tremendamente imbarazzante il comportamento di Harry. Diventa scortese, un gozzovigliatore ed un libertino. Il nuovo atteggiamento sconvolge tutti coloro che conoscono il giovane, i quali si rendono conto che tale comportamento non è quello dell'Harry che conoscevano. Ricorda invece quello di un antenato del giovane Dashwood, Sir Francis Dashwood, noto libertino.

## Edizioni
- Carrie Bebris, Sospetto e sentimento. O: Lo specchio misterioso, traduzione di Alessandro Zabini, TEA, 2008,  p. 281, ISBN 978-88-502-1511-9.